# Rudgea jacobinensis
Rudgea jacobinensis är en måreväxtart som beskrevs av Johannes Müller Argoviensis. Rudgea jacobinensis ingår i släktet Rudgea och familjen måreväxter. Inga underarter finns listade i Catalogue of Life.